# Амідон (Північна Дакота)
Амідон (англ. Amidon) — місто (англ. city) в США, в окрузі Слоуп штату Північна Дакота. Населення — 24 особи (2020).

## Географія
Амідон розташований за координатами 46°28′56″ пн. ш. 103°19′11″ зх. д. / 46.48222° пн. ш. 103.31972° зх. д. (46.482190, -103.319774).  За даними Бюро перепису населення США в 2010 році місто мало площу 1,66 км², уся площа — суходіл.

### Клімат
| Клімат : Амідон          | Клімат : Амідон | Клімат : Амідон | Клімат : Амідон | Клімат : Амідон | Клімат : Амідон | Клімат : Амідон | Клімат : Амідон | Клімат : Амідон | Клімат : Амідон | Клімат : Амідон | Клімат : Амідон | Клімат : Амідон | Клімат : Амідон |
| Показник                 | Січ.            | Лют.            | Бер.            | Квіт.           | Трав.           | Черв.           | Лип.            | Серп.           | Вер.            | Жовт.           | Лист.           | Груд.           | Рік             |
| Абсолютний максимум, °C  | 17,8            | 20,0            | 27,2            | 32,8            | 36,7            | 41,7            | 42,2            | 42,2            | 40,6            | 34,4            | 27,2            | 17,8            | 42,2            |
| Середній максимум, °C    | −1,7            | 1,1             | 6,7             | 13,9            | 19,4            | 25,0            | 30,0            | 30,0            | 23,3            | 15,0            | 6,1             | −0,6            | 14,1            |
| Середня температура, °C  | −8,1            | −5,3            | 0,0             | 6,7             | 12,2            | 17,8            | 21,9            | 21,4            | 15,0            | 7,5             | −0,3            | −6,7            | 6,9             |
| Середній мінімум, °C     | −14,4           | −11,7           | −6,7            | −0,6            | 5,0             | 10,6            | 13,9            | 12,8            | 6,7             | 0,0             | −6,7            | −12,8           | −0,3            |
| Абсолютний мінімум, °C   | −36,7           | −37,2           | −33,3           | −20,6           | −15             | −1,1            | 2,2             | −0,6            | −8,3            | −22,2           | −32,2           | −40             | −40             |
| Норма опадів, мм         | 9               | 8               | 18              | 23              | 60              | 72              | 58              | 34              | 35              | 29              | 11              | 10              | 367             |
| ------------------------ | --------------- | --------------- | --------------- | --------------- | --------------- | --------------- | --------------- | --------------- | --------------- | --------------- | --------------- | --------------- | --------------- |
| Джерело: Weather Channel |                 |                 |                 |                 |                 |                 |                 |                 |                 |                 |                 |                 |                 |

## Демографія
Згідно з переписом 2010 року, у місті мешкало 20 осіб у 11 домогосподарстві у складі 7 родин. Густота населення становила 12 осіб/км².  Було 17 помешкань (10/км²).
Расовий склад населення:
| - 100,0 % — білих |

До двох чи більше рас належало 0,0 %. Частка іспаномовних становила 0,0 % від усіх жителів.
За віковим діапазоном населення розподілялося таким чином: 10,0 % — особи молодші 18 років, 40,0 % — особи у віці 18—64 років, 50,0 % — особи у віці 65 років та старші. Медіана віку мешканця становила 64,0 року. На 100 осіб жіночої статі у місті припадало 100,0 чоловіків;  на 100 жінок у віці від 18 років та старших — 80,0 чоловіків також старших 18 років.
Середній дохід на одне домашнє господарство  становив 78 359 доларів США (медіана — 84 375), а середній дохід на одну сім'ю — 87 560 доларів (медіана — 103 125). 
Цивільне працевлаштоване населення становило 20 осіб. Основні галузі зайнятості: освіта, охорона здоров'я та соціальна допомога — 45,0 %, будівництво — 45,0 %, публічна адміністрація — 10,0 %.